# Guillem de Melton
Guillem de Melton († 5 d'abril del 1340) fou arquebisbe de York des del 1317 fins al 1340.

## Vida
Melton era fill d'Enric de Melton. Nasqué a Melton, a la parròquia de Welton. Era contemporani de Joan Hotham, canceller d'Anglaterra i bisbe d'Ely. Els dos prelats junts sovint en afers públics i foren els més poderosos eclesiàstics de la seva època a Anglaterra.
Amb l'ascens d'Eduard II el 1307 es convertí en guarda-segells, fins al 1312, havent estat degà de Saint Martin's-le-Grand a l'època. Fou escollit per al Capítol de York el mes següent de la mort de l'arquebisbe Greenfield el desembre del 1315, però hi hagué dificultats i no fou consagrat fins al setembre del 1317, a Avinyó, pel Papa Joan XXII.
Al llarg del seu arquebisbat, s'implicà activament en els afers d'Escòcia. Entre el 1318 i el 1322, els escocesos, sota el senyor de la guerra James Douglas, feren incursions a Yorkshire, devastant parts del territori, destruint esglésies i saquejant els més monestirs. El 12 d'octubre del 1319 intervingué en la batalla de Myton sobre el Swale, en què els anglesos foren derrotats. La reina Isabel, que era a York, aconseguí escapar-ne i refugiar-se a Nottingham.
L'any 1325 el rei el nomenà Tresorer d'Anglaterra, càrrec que ostentà fins al 1326.
Melton no abandonà Eduard II en els seus últims dies, desagradant-li la presó del rei. No estigué present a la coronació d'Eduard III, i es diu que després s'implicà en una perillosa intriga per desestabilitzar el nou govern, per la qual cosa fou arrestat, tot i que després absolt. El gener del 1328, Melton casà el jove rei amb Felipa d'Hainaut. El 1330 fou novament nomenat tresorer, però deixà el càrrec el 1331.
Posteriorment, ostentà el càrrec de guarda-segells durant el període del 1333 al 1334. Morí el 5 d'abril del 1340 a Cawood Palace, i fou enterrat al passadís nord de la nau de la catedral de York.